# Neophasia
Genre
Neophasia est un genre de lépidoptères (papillons) de la famille des Pieridae, de la sous-famille des Pierinae dont toutes les espèces résident en Amérique du Nord.

## Liste d'espèces
Selon ITIS (12 mars 2019) :
- Neophasia menapia (C. Felder & R. Felder, 1859)
- Neophasia terlooii Behr, 1869

Selon NCBI (12 mars 2019) :
- Neophasia menapia

## Espèces et sous-espèces
- Neophasia menapia (C. Felder & R. Felder, 1859) présent dans l'ouest de l'Amérique du Nord (sud de la Colombie Britannique, de l'Alberta, du Dakota, nord de l'Arizona, Nebraska, Californie, Nouveau-Mexique).
  - Neophasia menapia menapia
  - Neophasia menapia melanica Scott, 1981  en Californie.
  - Neophasia menapia tehachapina Emmel, Emmel & Mattoon, 1998 en Californie.
- Neophasia terlooii  Behr, 1869 présent dans le sud-est de l'Arizona et l'ouest du Mexique[3]